# Saint-Elzéar (La Nouvelle-Beauce)
Pour les articles homonymes, voir Saint-Elzéar.
Saint-Elzéar est une municipalité du Québec située dans la MRC de la Nouvelle-Beauce dans la Chaudière-Appalaches.

## Histoire
Elle est nommée en l'honneur du seigneur Henri-Elzéar-Juschereau-Duschesnay.
La Commission de toponymie du Québec écrit à son propos : « Établie sur les bords de la rivière Beaurivage, arrosée par les rivières Nadeau et Savoie, Saint-Elzéar est éloignée d'environ 10 km de Sainte-Marie, plus à l'est, près de Saint-Bernard. À l'origine de la municipalité, on retrouve la paroisse de Saint-Elzéar-de-Linière, érigée canoniquement en 1835, par suite du détachement d'une partie du territoire de la seigneurie Sainte-Marie. Les premiers colons, qui arrivent surtout autour de 1845, sont originaires de l'île d'Orléans, Beauport, Château-Richer, Sainte-Marie. Des familles irlandaises se joindront au noyau canadien-français. Bien que l'on ait retenu l'appellation Saint-Elzéar pour identifier le bureau de poste ouvert en 1853, devenue Saint-Elzéar-de-Beauce en 1891, c'est cette dernière qui a été conservée pour dénommer la municipalité de paroisse créée en 1855, mais précédée de la municipalité de Saint-Elzéar établie en 1845 et abolie deux ans après. Presque 100 ans plus tard, en 1954, on substitue Beauce à Linière pour marquer le rattachement à la région, si précieuse au cœur des Beaucerons. 
En 1955, une partie du territoire est détachée afin de créer la municipalité du village de Saint-Elzéar. Toutefois, le 30 novembre 1994, les deux entités sont à nouveau regroupées. La dénomination choisie honore le souvenir du seigneur de Sainte-Marie-de-la-Nouvelle-Beauce à l'époque, Henri-Elzéar ou Elzéar-Henri Juchereau Duchesnay (1809-1871), né à Beauport et décédé à Sainte-Marie, avocat, conseiller législatif élu (1856-1865) et sénateur (1867), qui avait épousé Julie Perrault en 1834. À la mort de celle-ci, en 1838, il hérita d'une partie de la seigneurie Sainte-Marie [Saint-Elzéar]. En secondes noces (1844), il épousa la cousine germaine de sa première femme et fille de Jean-Thomas Taschereau, Élisabeth-Suzanne. Quant au constituant originel Linière, il évoque la famille Taschereau de Lignière, Lignières ou Linières, longtemps propriétaire de la seigneurie Sainte-Marie et dont l'un des membres utilisait comme prénom la forme Linière, sans -s final. Le village de Saint-Elzéar couronne une colline et offre une vue exceptionnelle sur la vallée de la Chaudière et les Appalaches environnantes lorsqu'on se trouve sur le terrain de l'église. Celle-ci a été construite par les habitants en corvée entre 1849 et 1854 selon les plans de Thomas Baillairgé. La décoration intérieure de ce monument historique restauré dans les années 1960 est l'œuvre de Léandre Parent (1855-1860). Elle possède un retable de Ferdinand Villeneuve (1893-1894). L'élevage du porc, de même que l'industrie laitière et textile fondent l'économie de cette municipalité. »

### Chronologie
- 1er juillet 1845 : Érection de la municipalité de St. Elzéar.
- 4 juillet 1845 : La municipalité de St. Elzéar devient la municipalité de Saint Elzéar de Liniere.
- 1er septembre 1847 : Fusion de plusieurs entités municipales dont Saint Elzéar de Liniere pour l'érection du comté de Dorchester.
- 1er juillet 1855 : Division du comté de Dorchester en plusieurs entités municipales dont Saint Elzéar de Liniere.
- 1er janvier 1955 : Érection du village de Saint-Elzéar par scission de la municipalité.
- 15 mars 1969 : La municipalité de Saint Elzéar de Linière devient la municipalité de Saint-Elzéar-de-Beauce.
- 30 novembre 1994 : Fusion de la municipalité de Saint-Elzéar-de-Beauce et du village de Saint-Elzéar pour former la municipalité de Saint-Elzéar.

## Géographie
À partir de son crénon le Bras d'Henri coule vers le nord-ouest de la municipalité.
À partir de son crénon la rivière Savoie coule vers l'est et la rivière Vallée coule vers nord-est.
La rivière Nadeau touche le sud-est de la municipalité et la rivière Beaurivage le sud-ouest.

## Démographie
| 1996  | 2001  | 2006  | 2011  | 2016  | 2021  | 2024  |
| ----- | ----- | ----- | ----- | ----- | ----- | ----- |
| 1 665 | 1 769 | 1 864 | 2 107 | 2 400 | 2 623 | 2 792 |

## Administration
Les élections municipales se font en bloc pour le maire et les six conseillers.
| Saint-Elzéar Maires depuis 2001                                                                                      |                |         |          |
| Élection | Maire          | Qualité | Résultat |
| 2001 | Richard Lehoux |         |          |
| 2005 | Richard Lehoux |         | Voir     |
| 2009 | Richard Lehoux | Voir    |          |
| 2013 | Richard Lehoux | Voir    |          |
| 2017 | Carl Marcoux   |         | Voir     |
| 2021 | Carl Marcoux   | Voir    |          |
| Élection partielle en italique Depuis 2005, les élections sont simultanées dans toutes les municipalités québécoises |                |         |          |

## Tourisme
Le Verger à Ti-Paul pratique l'autocueillette. Ce verger compte plus de 2000 arbres fruitiers. 
On trouve à Saint-Elzéar l'observatoire du Mont Cosmos, associé à l'Université Laval. 
Un festival se tient la fin de semaine de la Fête du Travail : les Fêtes de chez nous. Ces fêtes familiales ramènent à chaque année des membres de la communauté qui se sont établis à l’extérieur.
Une église de style néoclassique se trouve à Saint-Elzéar. Elle fut entreprise en 1849, sur des plans de l'architecte Thomas Baillairgé. L'église et la sacristie de Saint-Elzéar ont été classées monuments historiques en 1960. 
La municipalité comporte également plusieurs cabanes à sucre.
Il existe à Saint-Elzéar une ferme où l'on élève des alpagas.